# Bellum Batonianum

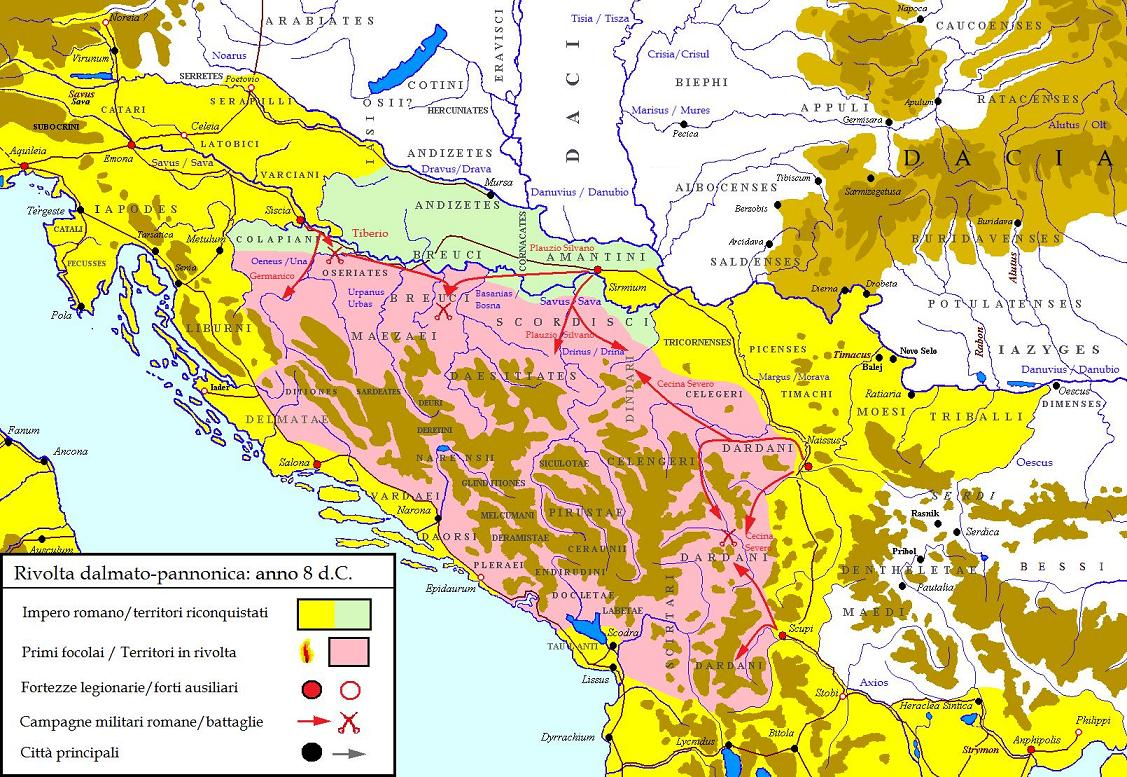
Kaart van de Illyrische opstand 8 n. Chr.

De Bellum Batonianum wordt soms ook de Oorlog van de Bato's of de Illyrische opstand of Pannonische opstand genoemd. Deze strijd vond plaats in Illyrië van 6 tot 9 na Christus tussen een verbond van Illyriërs tegen het Romeinse Keizerrijk.

## Achtergrond
Tussen 229 en 168 voor Christus woedde de Illyrische oorlogen, die eindigden met een Romeinse overwinning en Illyrië werd een Romeinse provincie: Illyricum. Daarna volgden nog tal van kleinere opstanden met afzonderlijke Illyrische stammen.

## Opstand
Toen het Illyrische leger opgevorderd werd om te gaan vechten tegen de Marcomannen, brak er opstand uit onder de leiding van Bato van Daesitiate, een hoofdman uit wat nu Albanië. Hij werd onmiddellijk bijgestaan door Bato van Breuci, een hoofdman uit Pannonië.
Na een eerste overwinning, moesten ze het opnemen tegen Aulus Caecina Severus. Het gevolg was dat de opstandelingen steun kregen van de andere Illyrische stammen. Dit leidde tot paniek in Rome.
Germanicus, met de steun van de Thracische koning Rhoemetalces I, bracht een leger van honderdduizend man op de been. Er volgde een driejarige guerrillaoorlog. De Romeinse historicus  Suetonius omschreef de Bellum Batonianum, als de moeilijkste Romeinse strijd sinds de Punische oorlogen.
De oorlog eindigde in 9 na Christus met het beleg van Arduba, waarbij de stad in de vlammen opging en Bato van Daesitiate werd gevangengenomen.

## Gevolg
De Illyrische stammen werden ontmanteld en velen van hen gedeporteerd. Nadien werd het nooit rustig. Bij de dood van Augustus in 14 na Christus, kwamen de Romeinse legioenen in opstand. Drusus Claudius Nero, de zoon van de nieuwe keizer Tiberius moest orde op zaken stellen.

### Primair
- (nl)  Cassius Dio, Geschiedenis van Rome, vertaald door Kox Kollum, 2002.
- (en)  The lives of the twelve Caesars; Lives of the grammarians, rhetoricians, and poets. Engelse vertaling van Alexander Thomson, M.D., datum onbekend. Website gutenberg.org.

### Secundaire
J. J. Wilkes (1992), The Illyrians, ISBN 0-631-19807-5.